# Haus Riswick

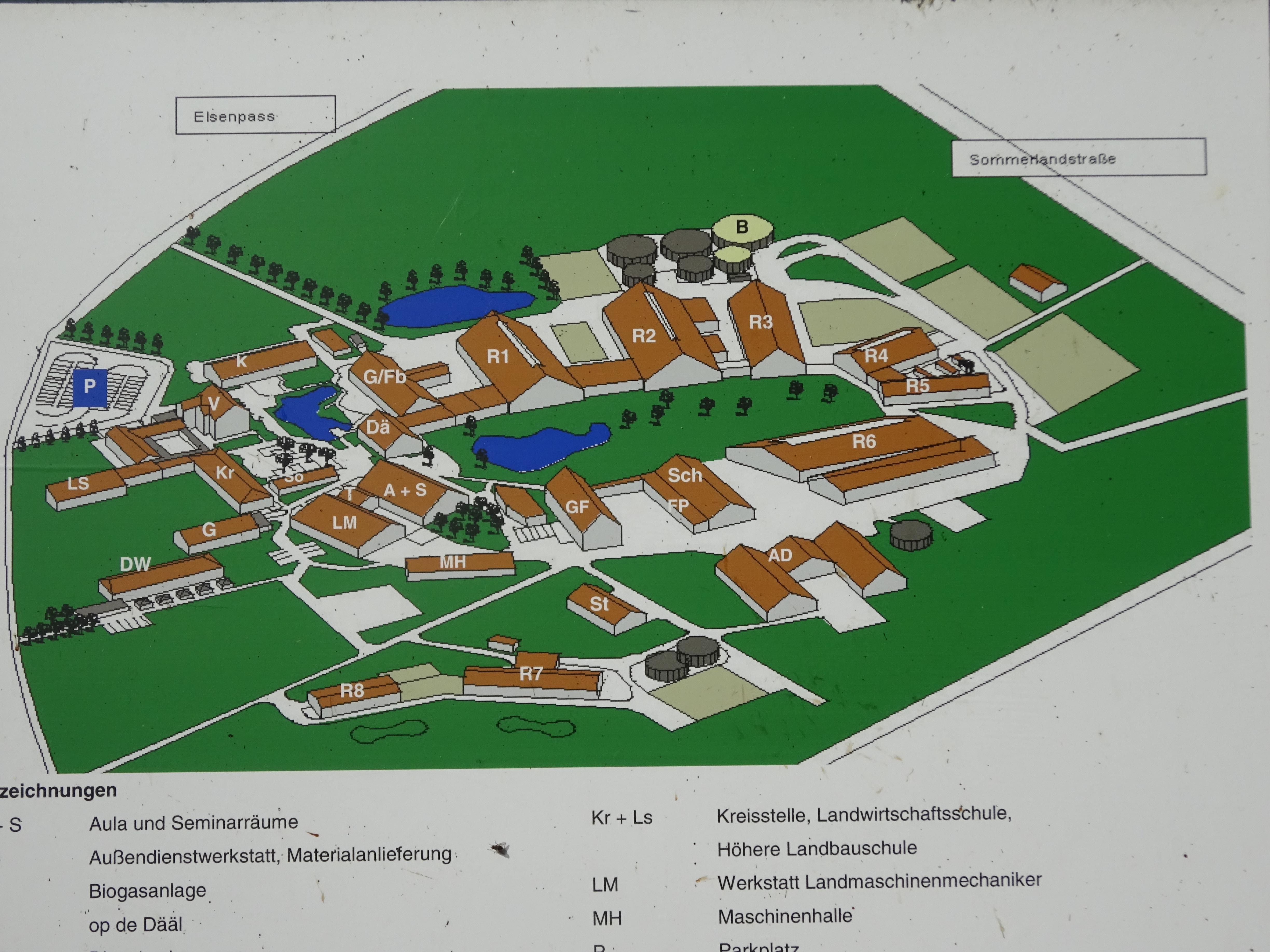
Übersichtsplan Haus Riswick

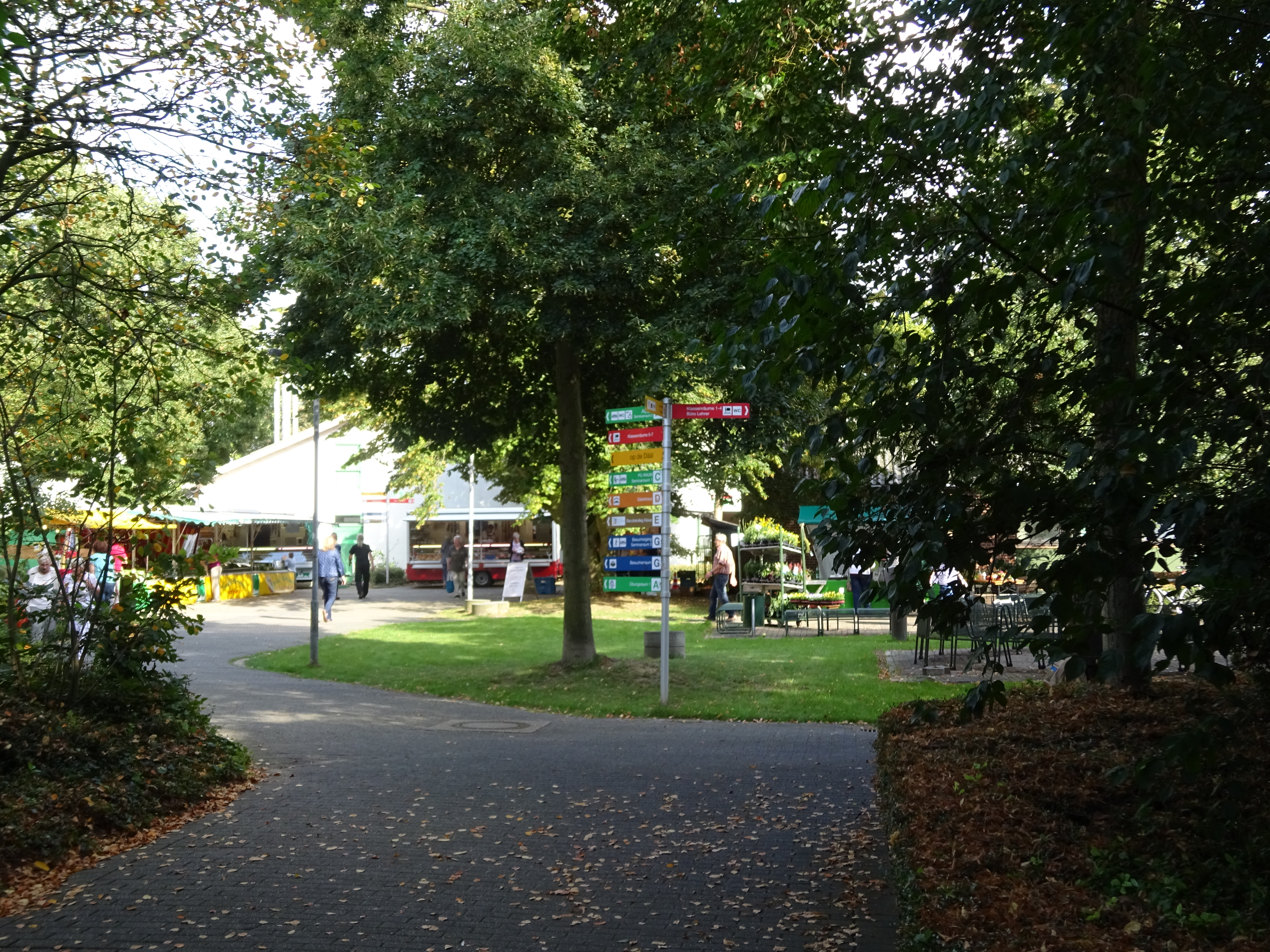
Am Haus Riswick gibt es seit 25 Jahre jeden Donnerstagmittag einen Bauernmarkt

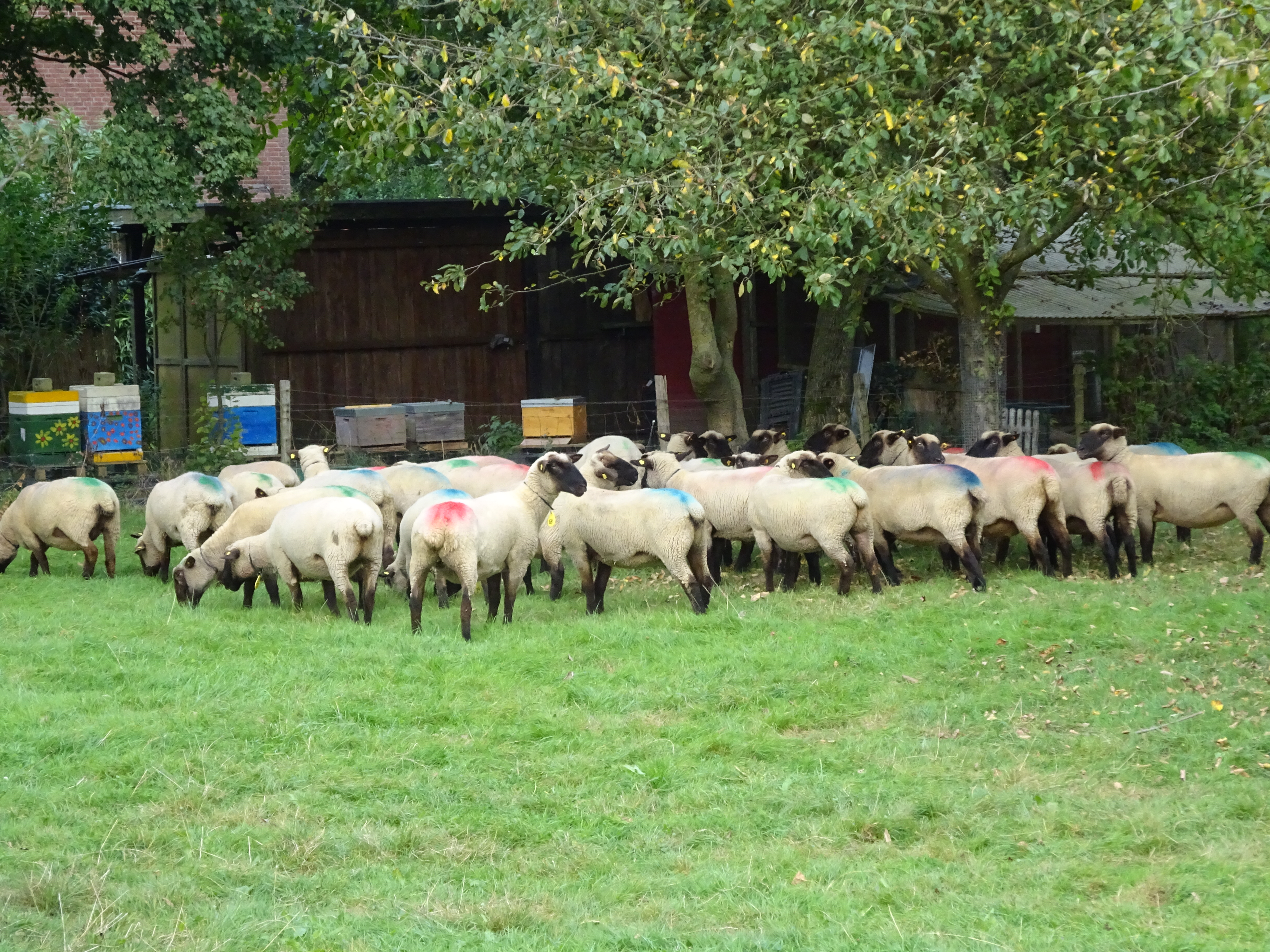
Schafzucht

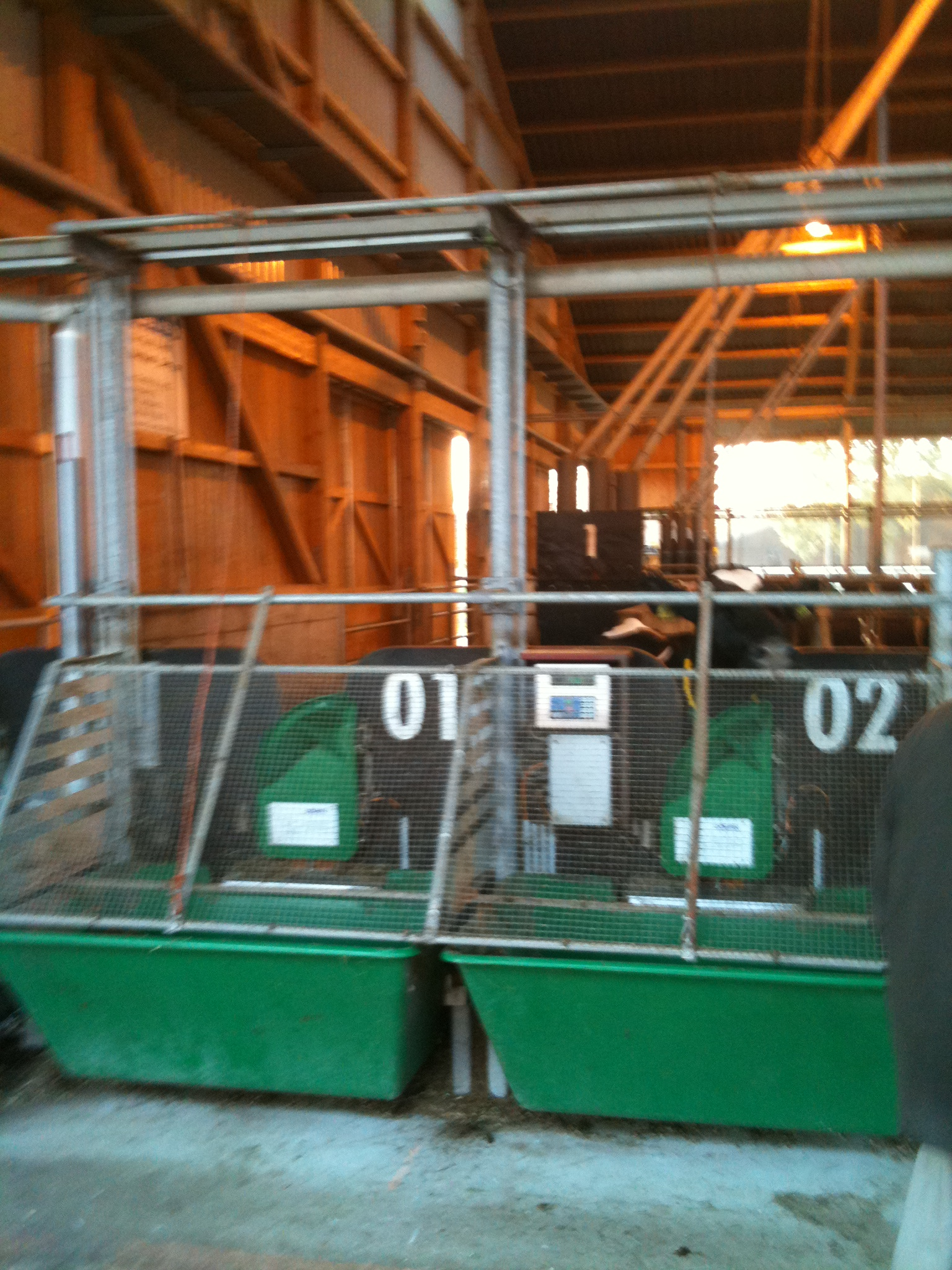
Ein Kuhstall auf Haus Riswick mit Wiegeeinrichtungen an den Futtertrögen

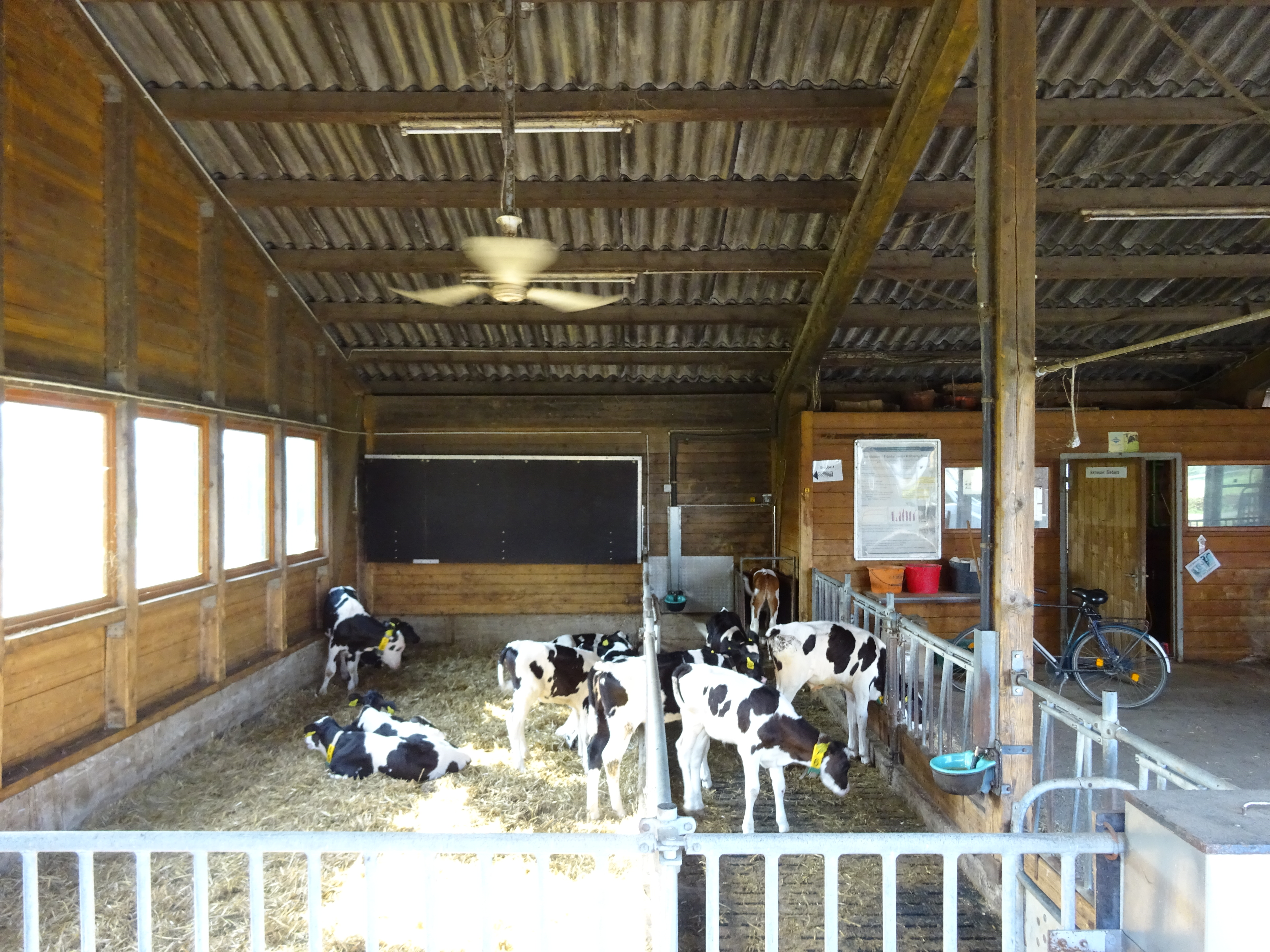
Kälber

Haus Riswick ist ein landwirtschaftliches Versuchs- und Bildungszentrum der Landwirtschaftskammer Nordrhein-Westfalen mit angeschlossener Fachschule für Agrarwirtschaft am östlichen Stadtrand von Kleve (Nordrhein-Westfalen).

## Standort
Haus Riswick liegt östlich von Kleve im Ortsteil Kellen. Die Bodenpunkte schwanken zwischen 40 und 75. Die Bodenart ist sandiger bis toniger Lehm.

## Geschichte
Auf dem Gut ten Berge entstand im Jahr 1920 eine der ersten Melkerschulen Deutschlands. Damals waren die Ziele vor allem, eine höhere Hygiene zu erreichen, die Viehgesundheit sicherzustellen sowie die Stallarbeiten zu erleichtern. Der Gutsherr Robert Hortmann stellte das alte Bauernhaus auf seinem Gut ten Berge zur Verfügung. Bis Ende der 1950er Jahre waren es vor allem Berufsmelker, die dort Blockunterricht nahmen. Nachdem jedoch die Tariflöhne stiegen und die Mechanisierung des Melkens vorankam, wurde der Beruf des Melkers unbedeutend, sodass vor allem Landwirtschaftslehrlinge dort ausgebildet wurden. Kurze Zeit nach der Gründung der ersten Milchkontrollringe wurden auch Milchkontrolleure dort fortgebildet.
Zunehmende Bedeutung erlangte die Untersuchung von Haltungsmethoden, Tierarten, Futtermitteln, Zuchtmethoden sowie der Mechanisierung. Somit wurde ein in eigener Regie geführter Betrieb notwendig. 1956 wurde das benachbarte Gut Haus Riswick zunächst gepachtet und später durch die Landwirtschaftskammer Rheinland erworben.
Durch Zupacht standen der Landwirtschaftlichen Versuchsanstalt Haus Riwick seit 1975 rund 220 Hektar Acker- und Weideland zur Verfügung. Zunehmende Bedeutung erlangte die Verbraucherinformation.
Mit dem neuen Berufsbildungsgesetz in den 1970er Jahren und der Pflicht zur überbetrieblichen Ausbildung kam es zu großen Bauaktivitäten auf Haus Riswick. Um sowohl Besuchern als auch Mitarbeitern einen Überblick und guten Zugang zu den Ställen zu verschaffen, wurden die verschiedenen Ställe oval zueinander, in Form eines Hühnereis angeordnet.
Als Empfangs- und Veranstaltungsraum (op de Dääl) dient noch heute den Besuchern am Kopfende des Info-Ringes die über 400 Jahre alte Stalldiele des ehemaligen Wartsmannshauses, Wohnsitz des Weideaufsehers des Stiftes Bedburg. Die Scheune wurde eingerichtet als Cafe mit Terrasse. Mittlerweile finden Veranstaltungen mit jährlich rund 20.000 Besuchern auf Haus Riswick statt. Jeden Donnerstagmittag gibt es einen Bauernmarkt mit Regionalprodukten.
Als erster Betrieb in Deutschland hatte Haus Riswick einen Kuhkalender in Gebrauch, der auf einfache Weise einen Überblick über Abkalbetermine verschafft.
Um die Qualität von Mischfuttermitteln zu testen, werden unangemeldet Proben gezogen und im Hammeltest auf Riswick geprüft. Die überbetriebliche Ausbildung wurde mittlerweile auf das westfälische Haus Düsse verlagert.

### Milchviehstall Baujahr 2011
Im Jahr 2011 wurde ein neuer Milchviehstall eingeweiht. Er umfasst neben einem 4-reihigen Liegeboxenlaufstall mit sechs Fütterungsgruppen für je 24 Tiere auch einen Transitstall auf Stroh, welcher Platz für 25 Kühe im geburtsnahen Zeitraum bietet. Sowohl die Futter- als auch die Wasseraufnahme wird tierindividuell über Wiegetröge gemessen.
Unter dem Stall befindet sich das Güllelager, zwei Drittel des Stalles werden mit Spaltenboden, ein Drittel mit planbefestigtem Boden ausgeführt. Die Keller unter den planbefestigten Gruppen sind separat bewirtschaftet und bieten damit die Möglichkeit, die dort anfallende Gülle in Menge und Qualität näher zu untersuchen. Gemolken wird in einem 32iger Außenmelker-Karussell.
Der Tierverkehr von bis zu sieben verschiedenen Tiergruppen wird durch eine Mehrwegeselektion gelenkt.

### Klimagasmessung
In wissenschaftlicher Zusammenarbeit mit der Universität Bonn und durch die Förderung der landwirtschaftlichen Rentenbank werden Fragestellungen zum Auftreten von klimarelevanten Gasen in der Milchviehhaltung bearbeitet. Zu diesem Zweck ist der Stall in der Querachse mittels einer verkleideten Vergitterung und Jalousien in drei Lufträume unterteilt und mit Messtechniken zur Erfassung verschiedener Gase ausgestattet. So kann der Einfluss von Fütterung und Haltung auf die Ausscheidungen von klimarelevanten Gasen wie Methan, Ammoniak und Lachgas untersucht werden.

### Haltung und Aufzucht
Kuhkomfort ist ein wesentlicher Baustein in der Gesunderhaltung hoch leistender Herden, deshalb sind alle Stallbereiche mit bequemen Liegeboxen, Ventilatoren, Technik zur Reinigung der Laufflächen, zusätzlichen Lichtquellen sowie Kuhbürsten ausgestattet.
Ein Stallabteil im Stall R3 dient als „lebende“ Baulehrschau, in der verschiedene Stalleinrichtungen im praktischen Einsatz demonstriert werden.
Die Kälber werden in der ersten Lebenswoche in Einzelhütten und -iglus gehalten. In dieser Phase werden sie intensiv mit Biest- und Vollmilch über den Nuckeleimer versorgt. Ab der zweiten Lebenswoche erfolgt der Wechsel in die Gruppenhaltung. Ab jetzt sind die Kälber entweder im Offenfrontstall oder in Großgruppeniglus untergebracht. Die Milchtränke und Kraftfutteraufnahme erfolgt tierindividuell über Automaten.
In den ersten sechs Lebensmonaten stehen die Entwicklung eines stabilen Immunsystems und die rasche Entwicklung zum Wiederkäuer im Mittelpunkt.
Die weiblichen Jungtiere werden alle zum Zwecke der eigenen Bestandsergänzung oder für Zuchtviehverkäufe aufgezogen. Die Jungrinder kalben im Schnitt mit 25 Lebensmonaten zum ersten Mal und werden damit zur Milchkuh.

## Ökologischer Betrieb
Flächen- und Tierausstattung:
- 27 ha Grünland
- 39 ha Ackerland
- 45 Milchkühe + weibliche Nachzucht

Das Modellvorhaben „Ökologische Milchviehhaltung und Futterbau“ wurde 1999 mit finanzieller Unterstützung des Ministeriums für Umwelt, Raumordnung und Landwirtschaft des Landes Nordrhein-Westfalen aufgebaut.
Die nach Süd-Osten geöffneten Stallungen bestehen aus
- Boxenlaufstall für Milchkühe mit eingestreuten Liegeboxen und planbefestigten Laufgängen,
- Jungviehstall mit eingestreutem Liegebreich und planbefestigtem Laufgang (normannischer Tretmiststall) und
- Kälberstall mit eingestreutem Liegebereich und Auslauf.

Die Kühe geben im Stalldurchschnitt rund 8000 Liter Milch jährlich bei 4,3 % Fett und 3,2 % Eiweiß.

## Konventioneller Betrieb
Flächen- und Tierausstattung:
- 140 ha Grünland
- 90 ha Ackerland
- 230 Milchkühe + weibliche Nachzucht,
- 1 Deckbulle
- 120 Mutterschafe + Nachzucht,
- 3   Deckböcke
- 90  Hammel
- 25  Damtiere + Nachzucht,
- 2   Deckhirsche „Neumühle-Riswicker Hirsch“

## Sonstiges
Donnerstags findet auf dem Gelände von Haus Riswick der Riswicker Bauernmarkt statt.